# ريتشارد وينثر
ريتشارد وينثر (بالدنماركية: Richard Winther)‏ هو رسام ومؤلف دنماركي، ولد في 23 يوليو 1926 في Maribo ‏ في الدنمارك، وتوفي في 30 أغسطس 2007.

## وصلات خارجية
- ريتشارد وينثر على موقع IMDb (الإنجليزية)
- ريتشارد وينثر على موقع قاعدة بيانات الفيلم (الإنجليزية)